# Вікторія Герра
Вікторія Герра (порт. Victoria Guerra, (16 квітня 1989 , Лоуле, Фару )) — португальська акторка та фотомодель. Лауреатка премії «Софія» національної кіноакадемії в категорії «Найкраща акторка» (2016).

## Біографія

### Ранні роки
Народилася 1989 року в Лолі в родині португальця та англійки. У 15-річному віці переїхала до Лісабона і вступила до католицької гімназії. Потім вивчала журналістику. У 17-річному віці успішно пройшла кінопроби для популярного підліткового ситкому «Полуниця з цукром» (порт. Morangos com Açúcar каналу TVI.

### Акторська кар'єра
У 2006—2007 роках зіграла у 300 епізодах теленовели «Полуниця з цукром». Також активно знімалася в інших теленовелах TVI — «Очарования» (порт. Fascínios, 2007—2008), «Морська квітка (фільм)» (порт. Flor do Mar, 2008—2009) і «Море пристрасті» (порт. Mar de Paixão, 2010—2011).
4 вересня 2012 року в рамках основного конкурсу 69-го Венеціанського кінофестивалю відбулася світова прем'єра історичної драми чилійського кінорежисера Валерії Сармє'нто «Лінії Веллінгтона», в якій Герра знялася з такими виконавцями, як Джон Малкович Катрін Денев, Мішель Пікколі.
На 18 травня 2013 року 18-й церемонії вручення португальської премії «Золотий глобус» Герра була удостоєна нагороди у категорії «Відкриття року» (порт. Revelação do Ano) — таким чином були відзначені роботи акторки у фільмі «Лінії Веллінгтона» та його трьохсерійної телевізійної версії, а також теленовелі каналу SIC «Час танцювати» (англ. Dancin' Days, 2012—2013, 342 епізоди).
Паралельно з роботою на телебаченні акторка продовжувала співпрацювати з діячами авторського кінематографа: Герра знялася у фільмі польського режисера Анджея Жулавського «Космос», прем'єра якого відбулася 10 серпня 2015 року в рамках міжнародної конкурсної програми кінофестивалю в Локарно
Великим успіхом для акторки стала картина португальського режисера Антоніу-Педру Вашконселуша «Неможливе кохання» (2015). За роль у цьому фільмі Герра у 2016 році була удостоєна премії «Софія» національної кіноакадемії та португальської премії «Золотий глобус».
У 2017 році акторці присуджено нагороду Shooting Stars Award, яка щорічно вручається фондом European Film Promotion десяти перспективним європейським акторам та акторкам у віці від 16 до 35 років. У попередні роки Shooting Star Award присуджувалася таким діячам кінематографа, як Рейчел Вайс, Денієл Крейґ, Альба Рорвахер та Алісія Вікандер. Нагорода European Film Promotion була вручена португальській акторці 13 лютого 2017 року на 67-му Берлінському міжнародному кінофестивалі.
Поряд зі зйомками в кіно та на телебаченні Герра також виступає на театральній сцені.

### Модельна кар'єра
В 2012 році Герра з'явилася на обкладинці листопадового номера португальської версії чоловічого журналу GQ.
У 2015 році виробник взуття Portuguese Shoes вибрав Герра обличчям рекламної кампанії «Найсексуальніша індустрія в Європі» (англ. The Sexiest industry in Europe), розраховану на 2016.

### Особисте життя
Акторка має трьох молодших братів .

## Фільмографія

### Телебачення
| Роки      | Назва              | Роль                 | Канал |
| --------- | ------------------ | -------------------- | ----- |
| 2006—2007 | Полуниця з цукром  | Руте Балейзан        | TVI   |
| 2007—2008 | Чарівність         | Емілінья Амарал      | TVI   |
| 2008—2009 | Морська квітка     | Олівія Нету          | TVI   |
| 2010—2011 | Море пристрасті    | Ельза Тавареш        | TVI   |
| 2012      | Інший бік брехні   | Рита                 | RTP1  |
| 2012      | Відеоспостереження | Вероніка             | RTP1  |
| 2012—2013 | Час танцювати      | Віра Діаш            | SIC   |
| 2013      | Одісея             | Насташа Кінскі (sic) | RTP1  |
| 2013—2014 | Зимове сонце       | Матілді Бівар        | SIC   |
| 2016—2017 | Велике кохання     | Діана Альмейда       | SIC   |
| 2017      | Країна брата       | Сусана               | RTP1  |
| 2018—2019 | Душа та серце      | Березня Соза Мелу    | SIC   |
| 2018—2019 | 3 женки            | Сну Абекасіш         | RTP1  |

### Кіно
| Рік  | Назва                                    | Роль                      |
| ---- | ---------------------------------------- | ------------------------- |
| 2011 | Катаріна та інші ()                      | Катаріна                  |
| 2011 | Yakun (к/м)                              |                           |
| 2012 | Лінії Веллінгтона                        | Кларісса                  |
| 2013 | Реальна гра                              | Водій                     |
| 2014 | Варіації Казанови                        | Софі                      |
| 2015 | Космос                                   | Олена                     |
| 2015 | Неможливе кохання                        | Христина                  |
| 2016 | Безалкогольні напої та пісні про кохання | Сусана / Рожевий динозавр |
| 2016 | Художник тіла                            | Марі                      |
| 2017 | Весілля Вайлд                            | Саффрон                   |
| 2018 | Явище                                    | Софія                     |
| 2018 | Чорна книга                              | Марія-Антуанетта          |
| 2019 | Варіації                                 | Роса Марія                |
| 2019 | Помістя                                  | Катаріна Лопу Тейшейра    |

## Нагороди та номінації
| Рік  | Нагорода                                          | Номінація                                         | Фільми)                                                    | Результат                                         |
| ---- | ------------------------------------------------- | ------------------------------------------------- | ---------------------------------------------------------- | ------------------------------------------------- |
| 2013 | «Золотий глобус» (Португалія)                     | Відкриття року                                    | «Лінії Веллінгтона» (кіно- та телеверсії), «Час танцювати» | Перемога                                          |
| 2016 | «Софія»                                           | Найкраща акторка                                  | «Неможливе кохання»                                        | Перемога                                          |
| 2016 | «Золотий глобус» (Португалія)                     | Найкраща кіноакторка                              | «Неможливе кохання»                                        | Перемога                                          |
| 2016 | « Орел» (Португалія)                              | Найкраща кіноакторка                              | «Неможливе кохання»                                        | Номінація                                         |
| 2017 | Shooting Star Award фонду European Film Promotion | Shooting Star Award фонду European Film Promotion | Shooting Star Award фонду European Film Promotion          | Shooting Star Award фонду European Film Promotion |
| 2019 | «Золотий глобус» (Португалія)                     | Найкраща кіноакторка                              | «Явлення»                                                  | Номінація                                         |